# Hammer-Sommer Auto Carriage Company
Hammer-Sommer Auto Carriage Company war ein US-amerikanischer Hersteller von Automobilen.

## Unternehmensgeschichte
Henry F. Hammer, Herman A. Sommer und William J. Sommer gründeten 1903 das Unternehmen. Der Sitz war in Detroit in Michigan. Sie begannen mit der Produktion von Automobilen. Der Markenname lautete Hammer-Sommer. Gegen Ende des Frühlings 1904 trennten sich die Partner. Das gemeinsame Unternehmen wurde aufgelöst.
Hammer gründete daraufhin mit anderen Partnern die Hammer Motor Company. Der weitere Weg der Sommers führte dagegen zur Sommer Motor Car Company.

## Fahrzeuge
Der 6.7 HP hatte einen Einzylindermotor. Er war unter dem Sitz montiert und leistete 6,7 PS. Die vordere Haube stieg nach hinten leicht an. Damit ähnelten die Fahrzeuge den damaligen Modellen von Renault. Zur Wahl standen mit Model A, Model B und Model C drei verschiedene Aufbauten. Alles waren offene Runabouts mit zwei Sitzen.
Der 12 HP hatte einen Zweizylindermotor mit 12 PS Leistung. Die Gestaltung der Front entsprach dem kleineren Modell. Das Fahrgestell hatte 203 cm Radstand. Einzige Karosserieform war ein fünfsitziger Tourenwagen.

## Modellübersicht
| Jahr      | Modell | Zylinder | Leistung (PS) | Radstand (cm) | Aufbau               |
| --------- | ------ | -------- | ------------- | ------------- | -------------------- |
| 1903–1904 | 6.7 HP | 1        | 6,7           |               | Runabout             |
| 1903–1904 | 12 HP  | 2        | 12            | 203           | Tourenwagen 5-sitzig |